# Volley-Ball Club Chamalières
Il Volley-Ball Club Chamalières è una società pallavolistica femminile francese con sede a Chamalières: milita nel campionato di Ligue A.

## Storia
Il Volley-Ball Club Chamalières è stato fondato nel 1967 e ha militato per decenni nelle serie regionali. Nella stagione 2009-10 debutta nella Nationale 1, divisione che poi vince nella stagione successiva, venendo promossa in Excellence dove gioca a partire dalla stagione 2011-12.
Con la riforma dei campionati, la divisione a cui partecipa il Volley-Ball Club Chamalières prende il nome di Élite: nell'annata 2014-15, a seguito della vittoria dei play-off promozione la squadra viene promossa in Ligue A.
Esordisce nella massima serie del campionato francese nella stagione 2015-16: tuttavia a seguito del penultimo posto in classifica viene retrocessa in Élite. Ritorna in massima divisione già per l'annata 2017-18.

## Rosa 2019-2020
| N° | Nome                  | Ruolo | Data di nascita   | Nazionalità sportiva |
| -- | --------------------- | ----- | ----------------- | -------------------- |
| 1  | Estelle Adiana        | O     | 14 maggio 1997    | Camerun              |
| 2  | Anne-Laure Margirier  | L     | 18 febbraio 1996  | Francia              |
| 3  | Yolande Amana         | P     | 15 settembre 1997 | Camerun              |
| 4  | Lisa Jeanpierre       | S     | 28 luglio 1999    | Francia              |
| 5  | Kathleen Gates        | P     | 21 agosto 1990    | Stati Uniti          |
| 7  | Christelle Tchoudjang | O     | 7 luglio 1989     | Camerun              |
| 8  | Alex Merle            | L     | 10 agosto 2000    | Francia              |
| 10 | Leah Hardeman         | S     | 18 ottobre 1995   | Stati Uniti          |
| 11 | Olena Leonenko        | S     | 3 gennaio 1991    | Ucraina              |
| 12 | Oni Lattin            | C     | 12 dicembre 1991  | Stati Uniti          |
| 13 | Victoria Young        | C     | 8 novembre 1995   | Stati Uniti          |
| 14 | Sandra Szabóová       | C     | 22 luglio 1996    | Slovacchia           |